# Marcel Plaisant

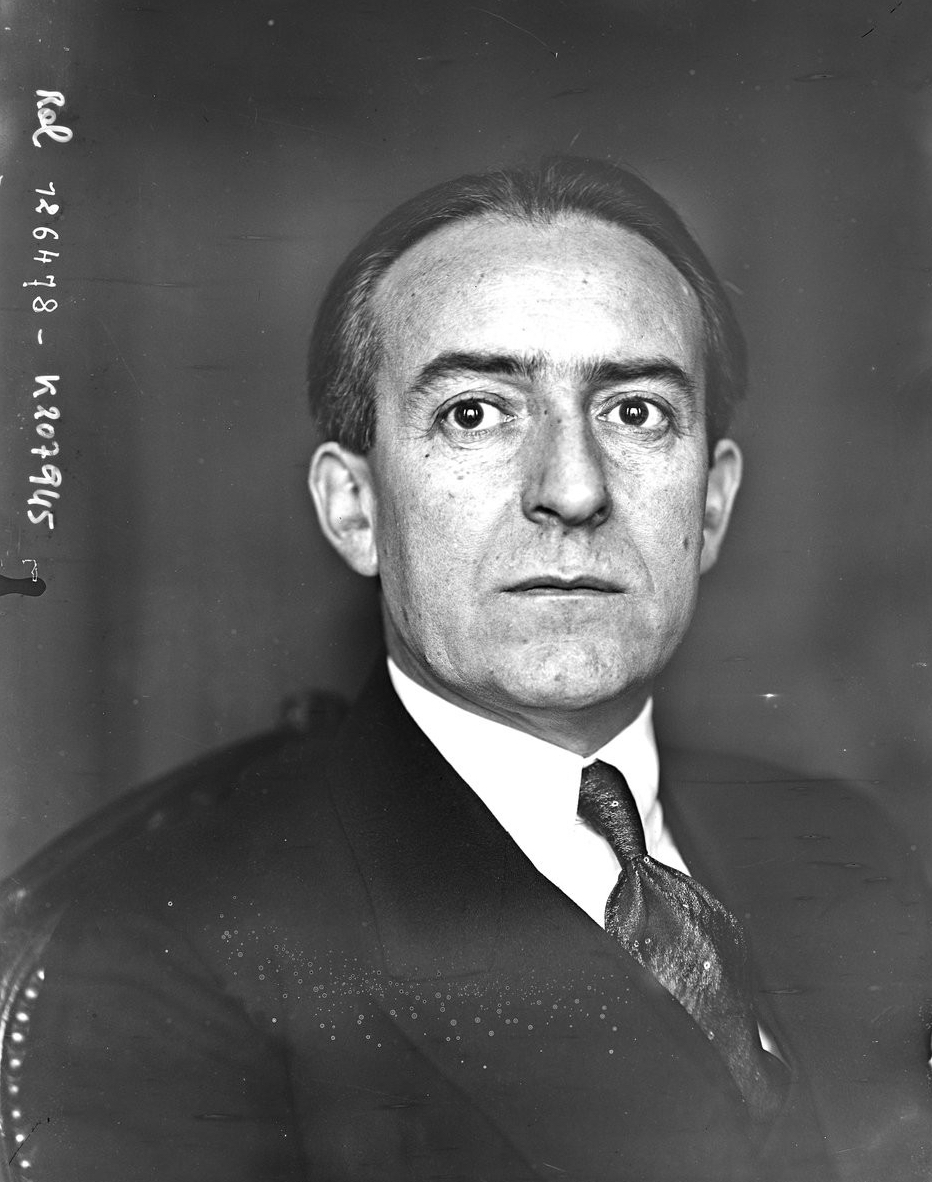
Marcel Plaisant, 1928

Marcel Plaisant (* 8. März 1887 in Bourges; † 16. Dezember 1958 in Paris) war ein französischer Diplomat und Politiker während der Dritten und Vierten Republik und Widerstandskämpfer während des Zweiten Weltkriegs.

## Leben
Marcel Plaisant, Sohn von Achille Plaisant, erster Präsident des Cour d’appel (Berufungsgericht) von Bourges, und Enkel des Mediziners Léon Legouest, studierte Jura und promovierte im Alter von zweiundzwanzig Jahren. Er wurde Anwalt in Paris und Professor an der École des hautes études sociales. Während des Ersten Weltkriegs wurde er zum Militärdienst eingezogen und geriet 1915 in Gefangenschaft. Nach seiner Rückkehr nach Frankreich begann er eine politische Karriere und kandidierte 1919 bei den Parlamentswahlen im Département Cher erfolgreich für die konservative Entente républicaine démocratique. Er wurde 1924 auf der Liste des Linkskartells und 1928 für die Radical indépendant innerhalb der Fraktion der Gauche radicale (Frankreich) wiedergewählt.
Marcel Plaisant gehörte dem Ausschuss für Auswärtige Angelegenheiten an, einem Bereich, dem er den Großteil seiner parlamentarischen Tätigkeit widmete. Er war französischer Delegierter im Völkerbund und bei den Konferenzen in Locarno, Rom, Den Haag und London. Er nahm an den Arbeiten des Unterausschusses des Internationalen Instituts für geistige Zusammenarbeit zu Fragen des geistigen Eigentums und des Internationalen Expertenausschusses für das Recht der Wissenschaftler teil, dessen Berichterstatter er war. 1932 war Marcel Plaisant Lehrbeauftragter an der Haager Akademie für Völkerrecht.
Er wurde 1929 zum Senator gewählt und bis 1940 ständig wiedergewählt. Er gehörte der Fraktion der Gauche démocratique an.
Am 10. Juli 1940 stimmte er als einer „quatre-vingts“ (achtzig) gegen die diktatorischen Vollmachten für Philippe Pétain. Anschließend schloss er sich der Résistance an. Er wurde 1944 verhaftet, von der Gestapo (u. a. dem französischen Kollaborateur Pierre Paoli) gefoltert und durch die Ankunft der alliierten Truppen gerettet.
1947 wurde er in die Académie des sciences morales et politiques gewählt, Abteilung für Gesetzgebung, öffentliches Recht und Rechtsprechung, Stuhl vier.
1948 kehrte Marcel Plaisant zu seinem Sitz als Parlamentarier im Conseil de la République (Rat der Republik) zurück. Von 1949 bis 1951 war er Frankreichs Vertreter in der Versammlung der Vereinten Nationen und anschließend Vorsitzender des Ausschusses für Auswärtige Angelegenheiten des Conseil de la République.
Er wurde 1947 als Ritter der Ehrenlegion ausgezeichnet und trug das Croix de guerre 1914–1918.

## Werke
Ein weitgehendes Werkverzeichnis findet sich unter dem Weblink der Datenbank der Bibliothèque nationale de France.